# Guérin (abbé)
Pour les articles homonymes, voir Guérin.
Guérin, mort le 6 février 1159, est un moine augustinien, élu évêque de Pavie mais qui ne put prendre possession de son siège. L'Église catholique célèbre Saint Guérin le 6 février.

## Biographie
La date de naissance de Guérin est inconnue. Selon le Dictionnaire hagiographique (1850), il serait né au début du XIIe siècle et issu d'une famille de Bologne (Émilie-Romagne).
Il prononce ses vœux et devient chanoine dans l'ordre de Saint-Augustin,. Il est choisi par le peuple pour devenir évêque de Pavie,. Cependant la légende raconte que l'abbé s'est enfui et se cache. Il accepte la nomination à la condition qu'un pasteur soit nommé sur le siège.
En 1144, le pape Lucius II le fait revenir à Rome, le crée cardinal et le sacre évêque de Préneste ou Palestrine (Palestrina),, (diocèse suburbicaire de Palestrina), dans la banlieue de Rome. Guérin vend ses insignes épiscopaux au profit des pauvres,.
Il meurt le 6 février 1159,,. Son corps est inhumé dans l'église de Saint-Agapit martyr de Préneste.
Il aurait été canonisé ensuite par le pape Alexandre III.